# Joseph Christian Lillie

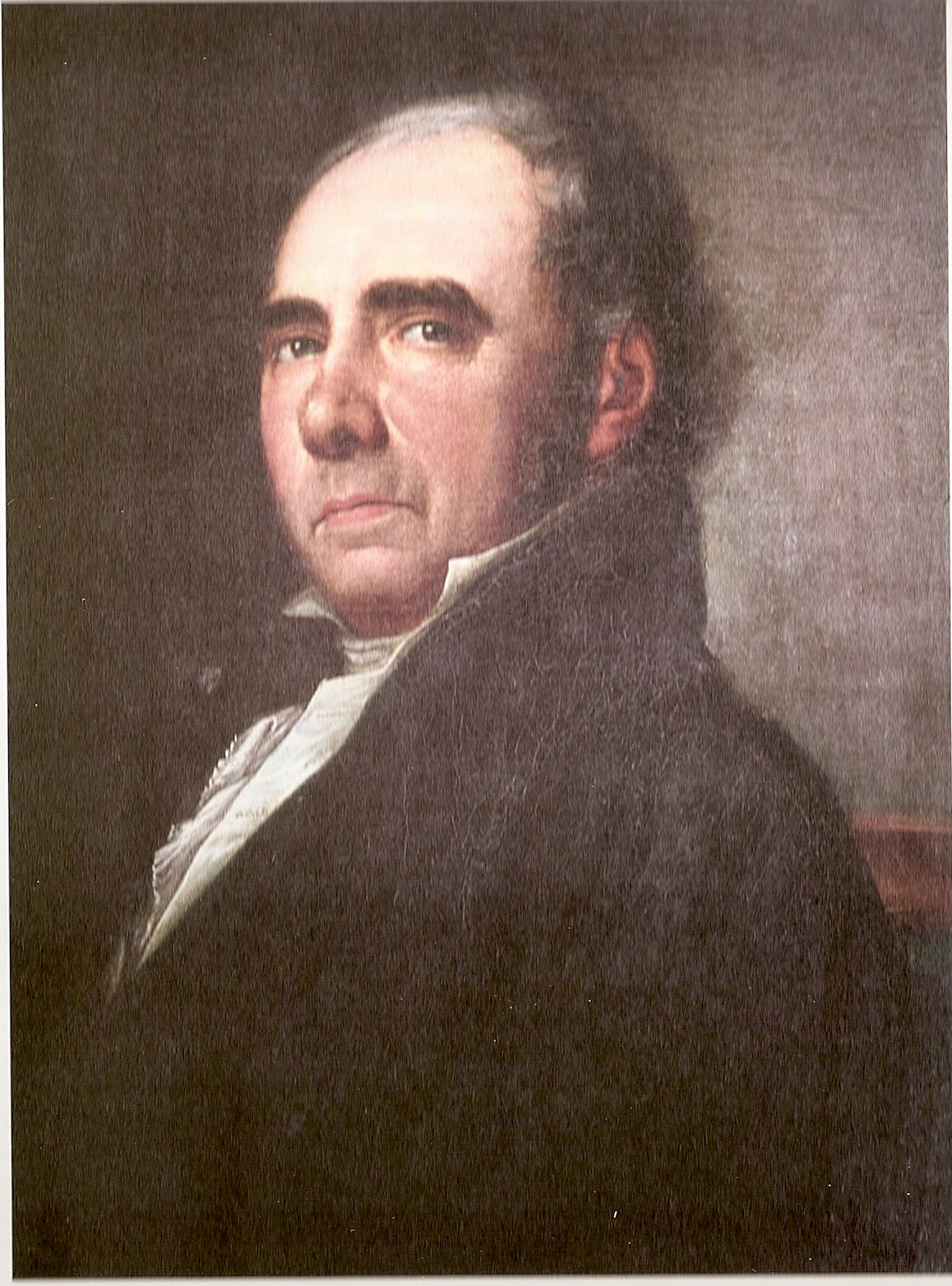
Lillie (1806) durch Hauttmann

Joseph Christian Lillie (* 20. März 1760 in Kopenhagen; † 29. Januar 1827 in Lübeck) war ein Architekt und Inneneinrichter des dänischen Klassizismus.

## Leben
Joseph Christian Lillie erhielt seine Ausbildung an der Königlich Dänischen Kunstakademie Kopenhagen als ein Schüler von Caspar Frederik Harsdorff. Sein Kommilitone war Christian Frederik Hansen, mit dem er auch nach dem Studium freundschaftlich verbunden blieb. 1790 übernahm Lillie die Stellung eines Hofdekorateurs.
Nach dem Konkurs seiner zunächst erfolgreichen Möbeltischlerei floh Lillie im Jahr 1799 aus Kopenhagen in das damals   dänische Schleswig-Holstein. Hier beschäftigte ihn sein Freund Hansen, der seit 1784 Landbaumeister für Holstein und Altona/Elbe war, als Baukondukteur (Bauaufseher) in dessen Projekten. Schließlich konnte Lillie sich in der Freien Reichs- und Hansestadt Lübeck als Architekt niederlassen und in der Lübecker Franzosenzeit die Stelle eines Stadtbaumeisters als Nachfolger von Ernst Christian August Behrens ausüben. Auch war er als Leiter der örtlichen Zeichenschule für Bauhandwerker tätig.
Lillie wurde auf dem Friedhof der St.-Jürgen-Kapelle in Lübeck bestattet, wo sein Grab erhalten ist und nachgenutzt wird.

## Bauten und Planungen
- 1783: Behnhaus in Lübeck.
- ca. 1791: Inneneinrichtung für das Schloss Liselund auf Møn.
- 1804: Linde’sche Villa in Lübeck für den Ratsherrn Hermann Haartmann als Sommerhaus, heute Standesamt.
- 1804: Herrenhaus für die Familie von Böhl in Cramon bei Schwerin.
- 1804–1806: Planung für das Helenen-Paulownen-Mausoleum der mecklenburgischen Großfürstin Helena Pawlowna Romanowa im Park des Schlosses Ludwigslust. Umgesetzt wurde jedoch ein Entwurf Joseph Ramées; nach Auffassung des britischen Architekturhistorikers Paul V. Turner jedoch unter Übernahme von Planungselementen Lillies.[1]
- 1805: Sommerhaus für Marc André Souchay, Bäckerstr. 21, Lübeck-St. Jürgen
- 1806: Herrenhaus auf Gut Petersdorf nördlich von Lensahn, Ostholstein.
- Vorgängerbau des Kurhauses in Lübeck-Travemünde.
- 1817: Gartenhaus für die Familie Pauli am Glashüttenweg in Lübeck (um 1920 abgerissen).
- 1820: Prahl-Denkmal in Lübeck.
- 1821: Herrenhaus Pritzier für die Familie von Könemann in Pritzier.[2]
- 1822: Herrenhaus für die Familie von Laffert in Lehsen bei Wittenburg.
- 1822: Herrenhaus Schönfeld bei Mühlen Eichsen für die Familie von Leers.
- 1824: Herrenhaus für die Familie von Bülow in Gudow.

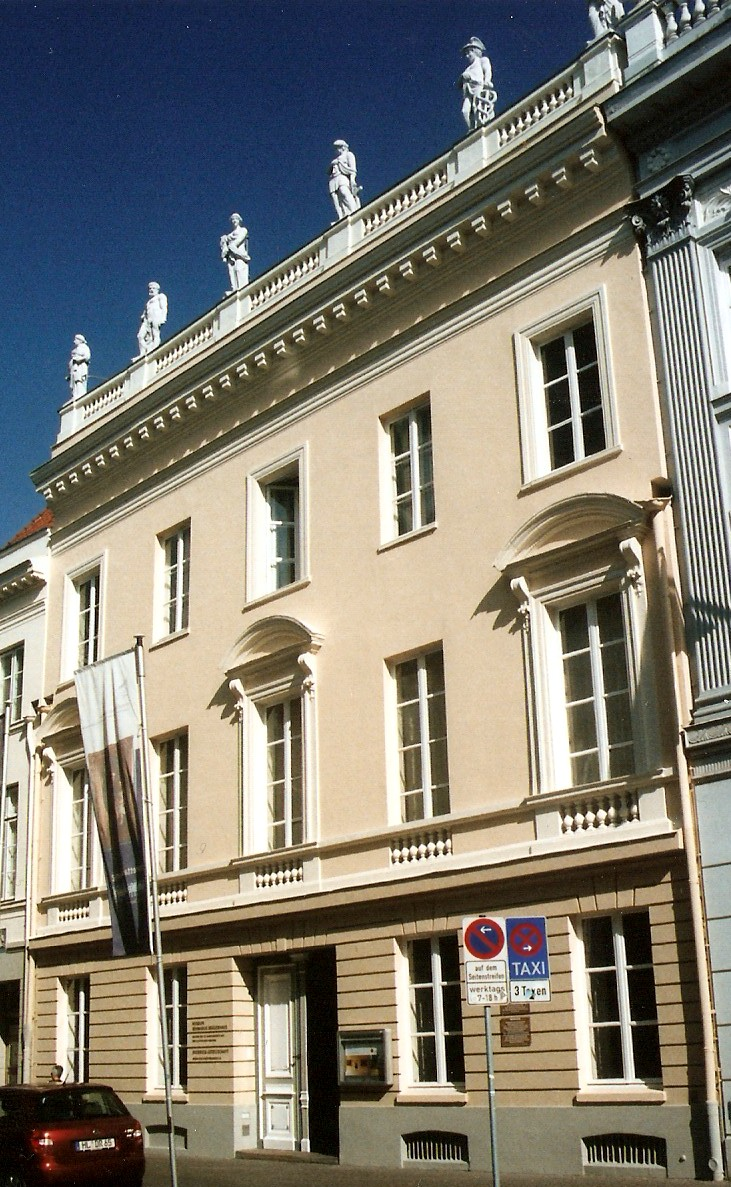
Behnhaus in Lübeck (1783)
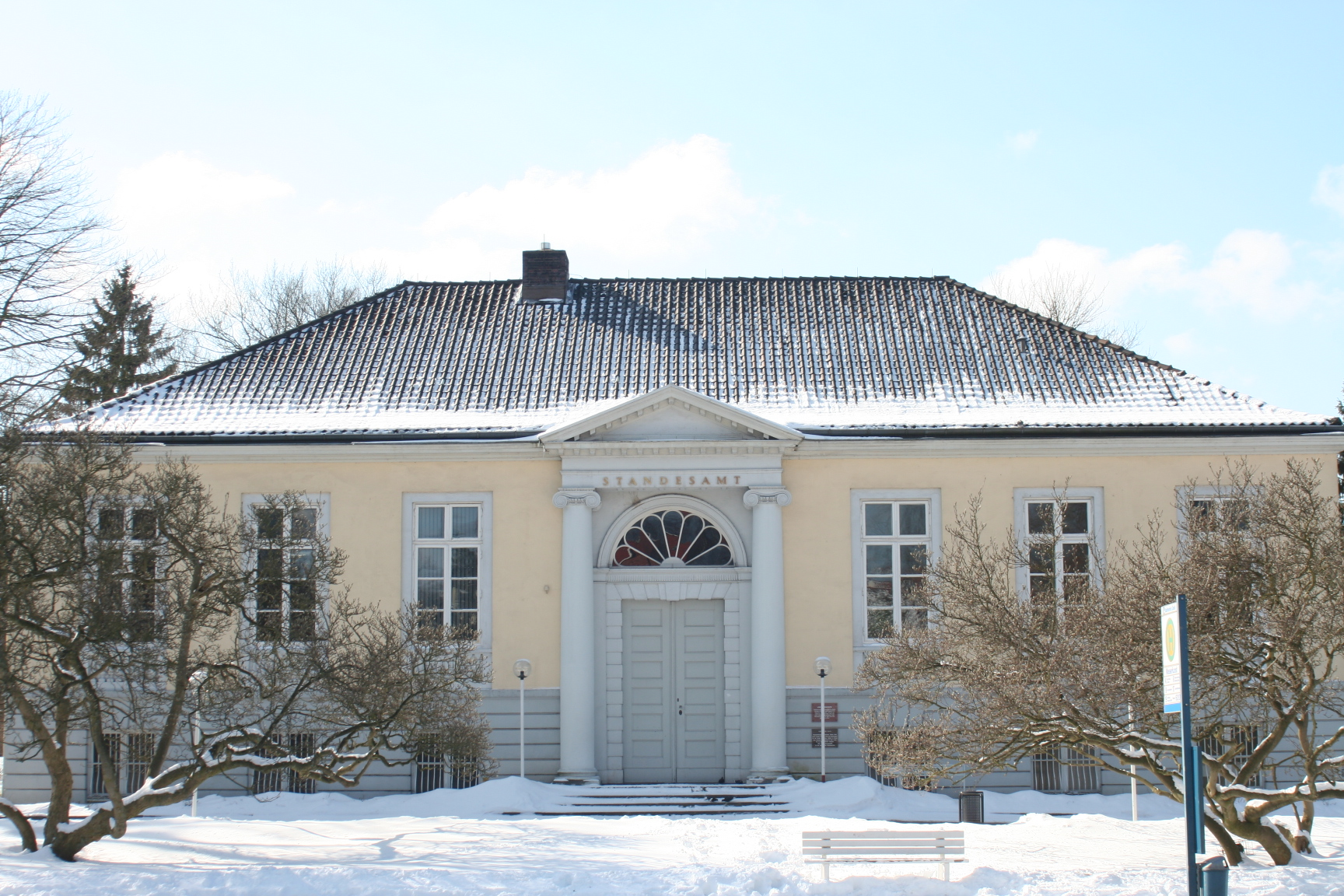
Linde’sche Villa in Lübeck (1804)
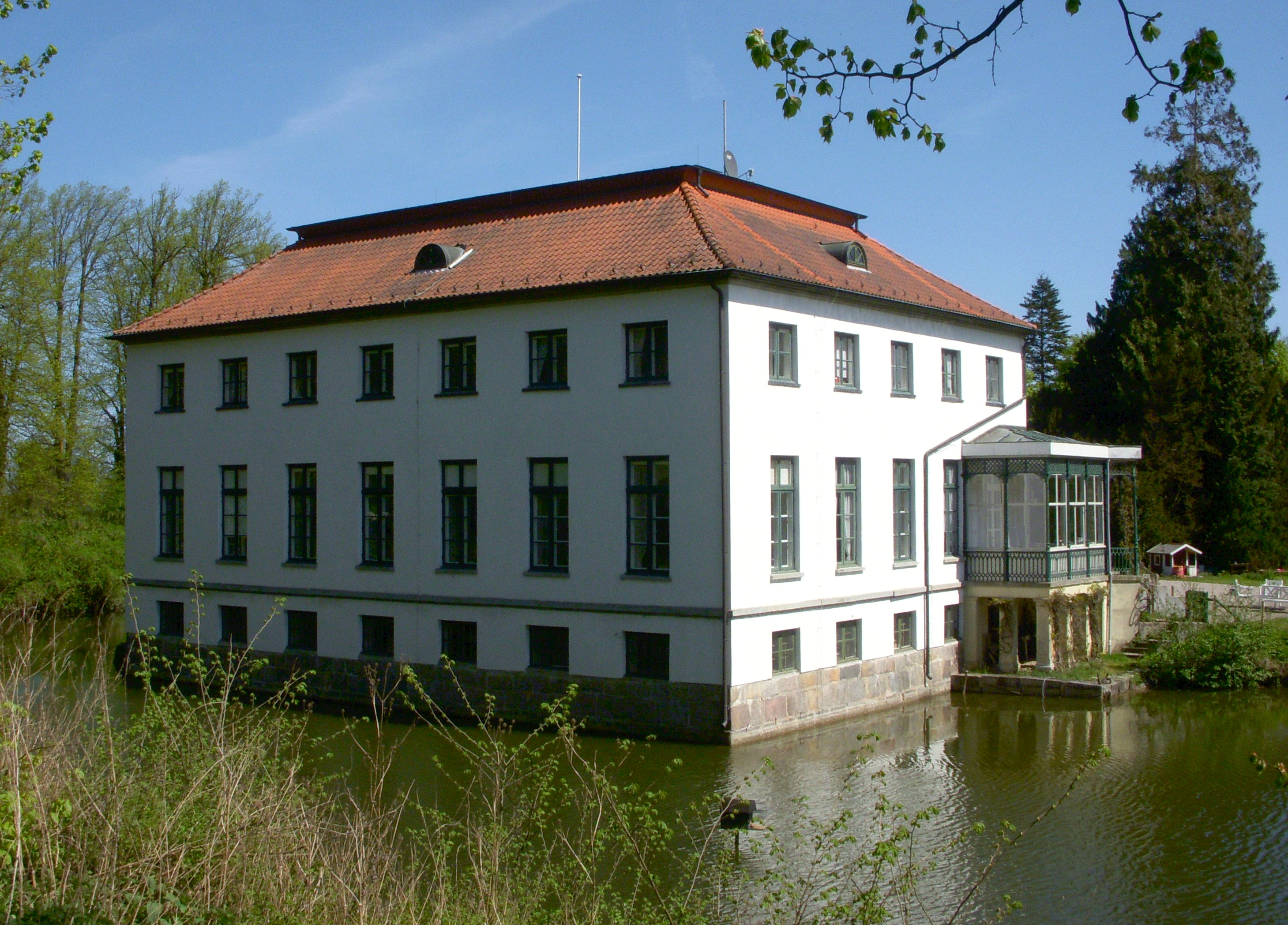
Herrenhaus auf Gut Petersdorf, Ostholstein (1806–12)
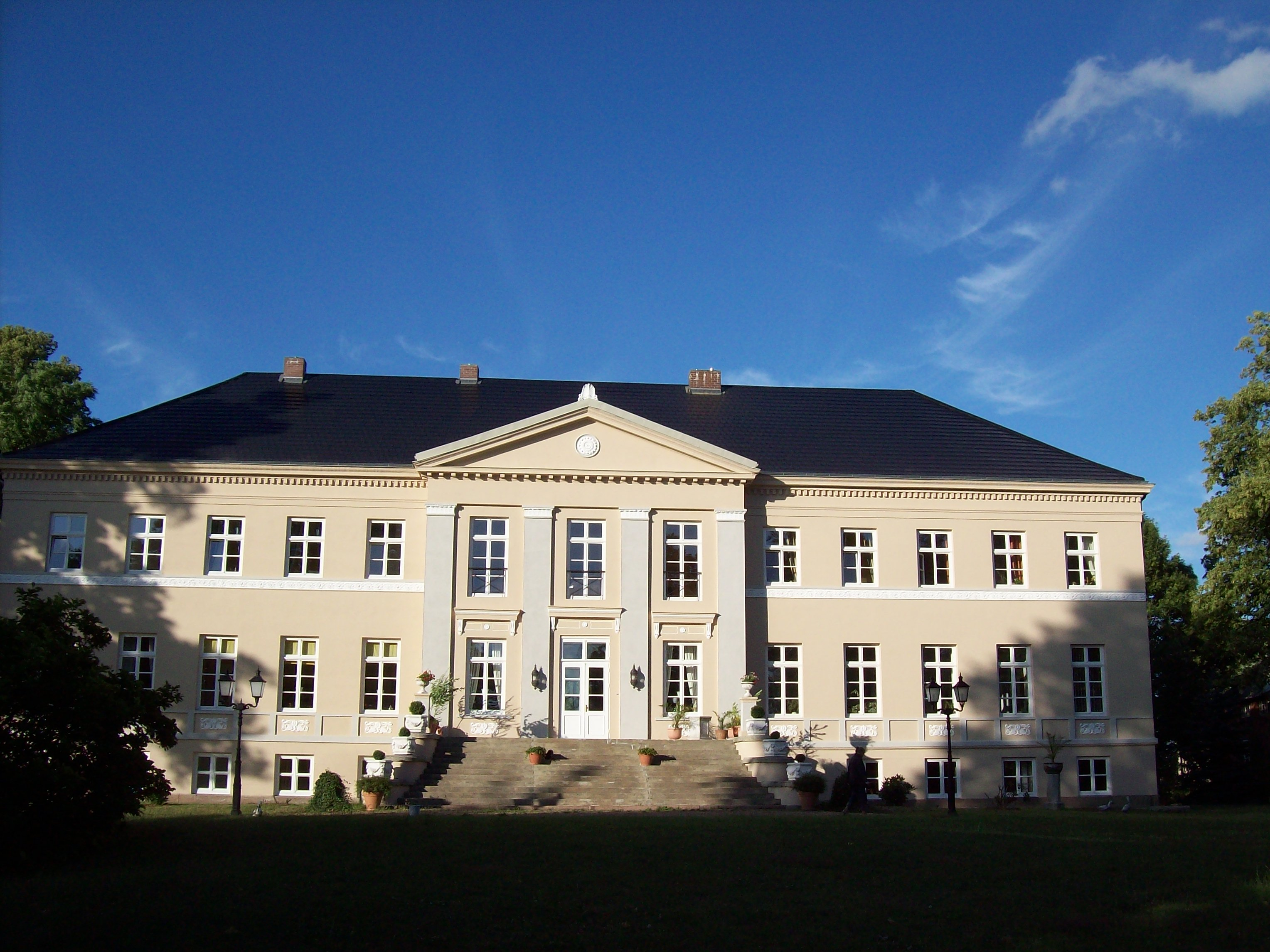
Herrenhaus Pritzier, Mecklenburg (1820–25)
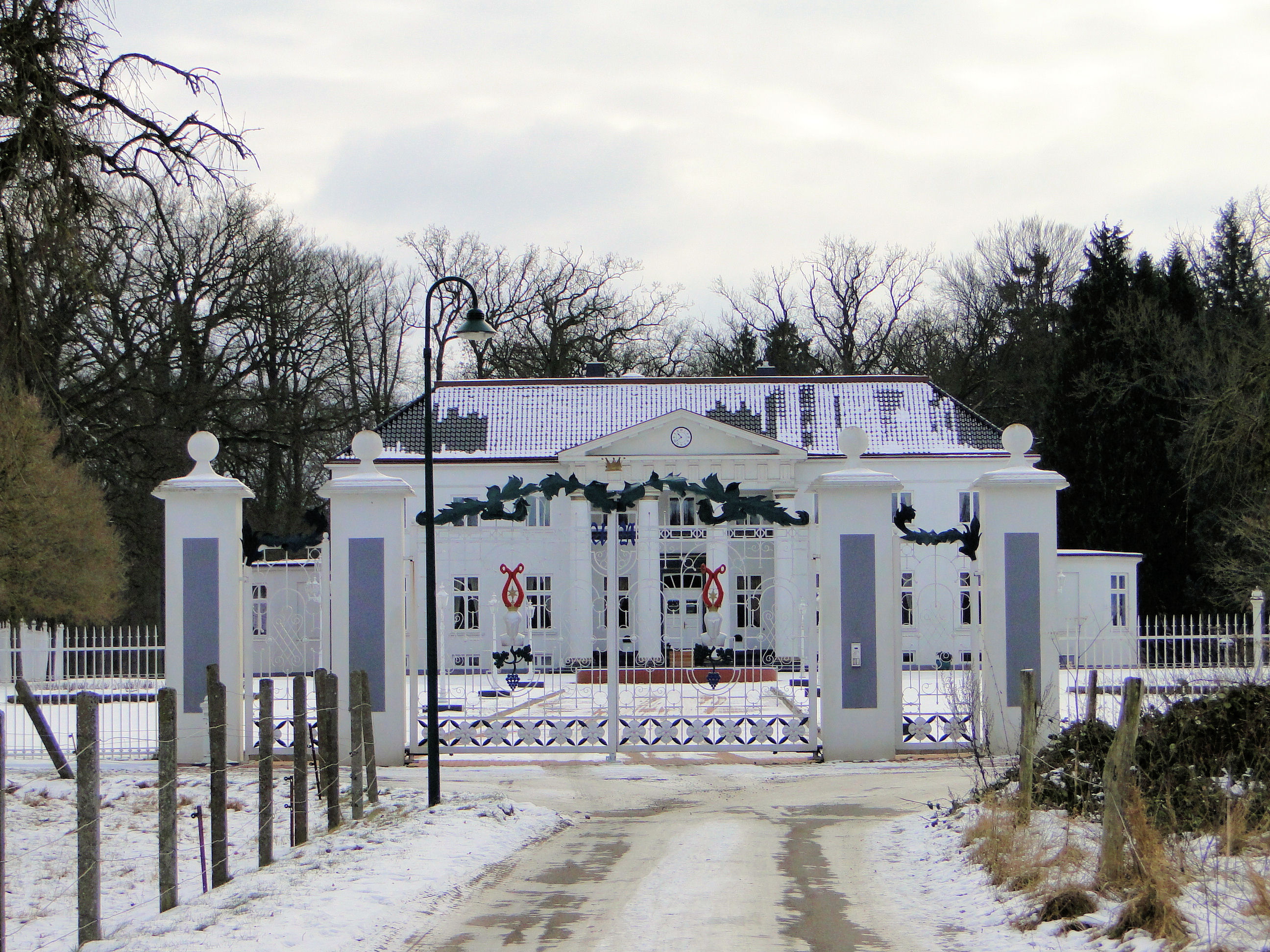
Herrenhaus Lehsen, Mecklenburg (1822)
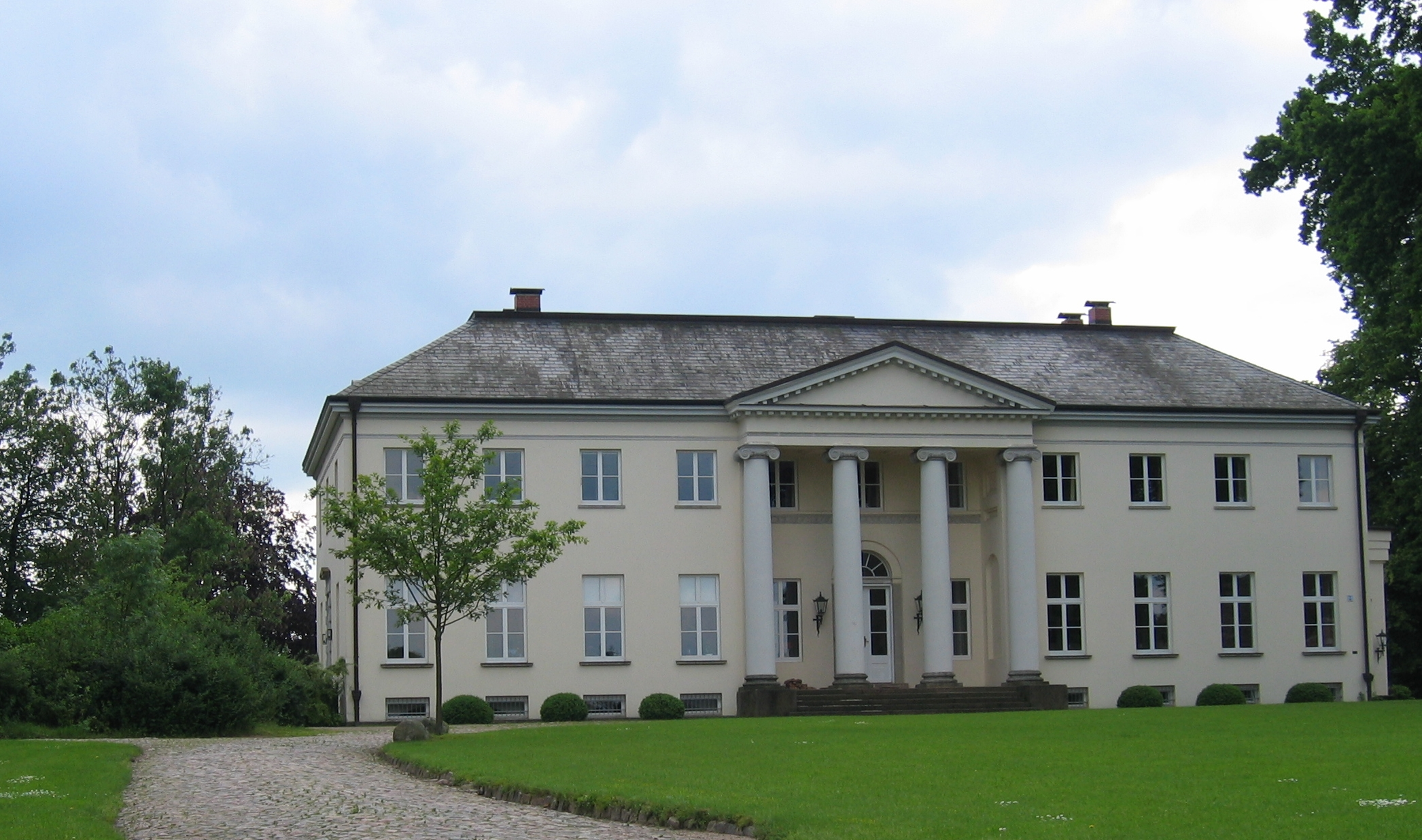
Herrenhaus Schönfeld, Mecklenburg (1822)
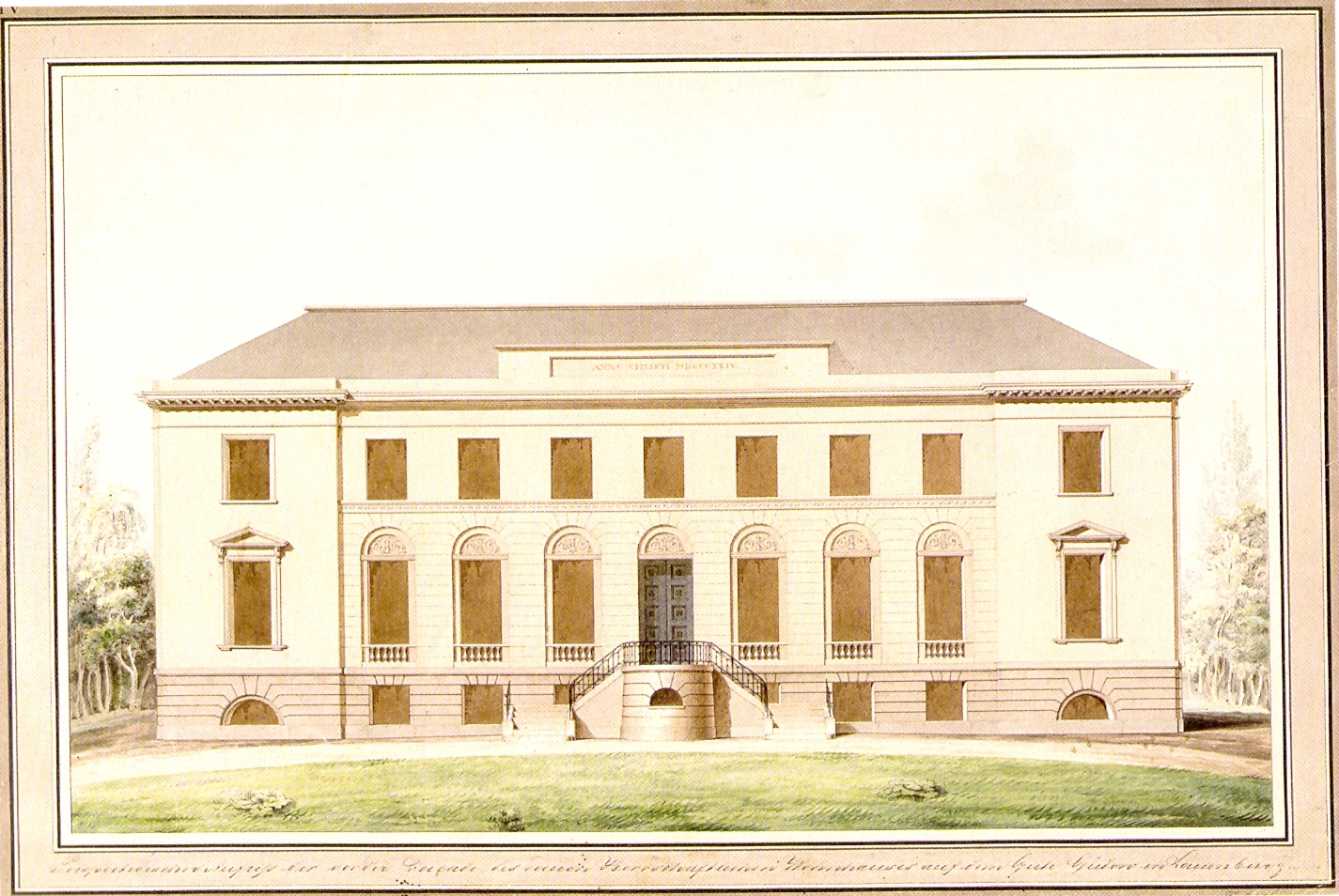
Herrenhaus in Gudow, Lauenburg (1824)